# معركة السعادة
معركة السعادة (بالكورية: 행복배틀)؛ هو مسلسل تلفزيوني كوري جنوبي، من بطولة لي إل، جين سيو-يون، تشا يي ريون، كيم هيو-غوو ووو جونغ وون. عرض على Genie TV و ENA في 31 مايو الى 20 يوليو 2023، تم بثه كل يوم الأربعاء والخميس الساعة 21:00 بتوقيت (KST).

## القصة
تدور أحداث المسلسل حول الأمهات اللواتي يخوضن معارك شرسة على وسائل التواصل الاجتماعي لتدمير سعادة بعضهن البعض، لتحرير أنفسهن من القهر والجروح والأسرار، واستعادة ذواتهن الحقيقية. يموت أحدهم في ظروف غامضة، تصبح معركة أكبر حيث يريد أحدهم إخفاء الحقيقة، بينما يريد الآخر الكشف عنها.

## طاقم

### رئيسي
- لي إل في دور جانغ مي هو: شخص عاقل تخطط للبحث عن الحقيقة المخفية وراء وسائل التواصل الاجتماعي للأمهات.[6]
- جين سيو-يون في دور سونغ جونغ آه: الرئيس التنفيذي القوية والعصامية لروضة الأطفال.[7]
- تشا يي ريون في دور كيم نا يونغ: امرأة لديها شخصية حساسة وخشنة، وحب زوجها هو كل شيء في حياتها.[7]
- كيم هيو-غوو في دور أوه يو جين: "أم خارقة" مثالية وخالية من العيوب[7]
- وو جونغ وون في دور هوانغ جي يي: امرأة كانت تراقب عن كثب، لكنها لا تشارك بشكل مباشر في وسائل التواصل الاجتماعي للأمهات.[7]

### داعم
- لي كيو هان في دور كانغ دو جون: زوج يو جين وهو طبيب أسنان[8]
- لي جي يون في دور جونغ سو بين[7]
- كيم يونغ هون في دور لي تاي هو[7]
- سون وو هيون في دور لي جين سيوب: مساعد مدير فريق تسويق SNS في القسم الرقمي بالبنك.[9]
- كيم هي جاي في دور جو أرا[7]
- تشا هي في دور لي سو مين[10]
- بارك نا إيون في دور بيك سونغ هي[7]
- سيو بيوك جون في دور سونغ جونغ سيك[7]

## المشاهدات
| الموسم | الموسم | رقم الحلقة | رقم الحلقة | رقم الحلقة | رقم الحلقة | رقم الحلقة | رقم الحلقة | رقم الحلقة | رقم الحلقة | رقم الحلقة | رقم الحلقة | رقم الحلقة | رقم الحلقة | رقم الحلقة | رقم الحلقة | رقم الحلقة | رقم الحلقة | المتوسط     |
| الموسم | الموسم | 1          | 2          | 3          | 4          | 5          | 6          | 7          | 8          | 9          | 10         | 11         | 12         | 13         | 14         | 15         | 16         | المتوسط     |
| ------ | ------ | ---------- | ---------- | ---------- | ---------- | ---------- | ---------- | ---------- | ---------- | ---------- | ---------- | ---------- | ---------- | ---------- | ---------- | ---------- | ---------- | ----------- |
|        | 1      | غ/م        | غ/م        | غ/م        | 233        | 305        | 402        | 371        | 377        | 397        | 480        | 445        | 465        | 429        | 589        | 373        | 476        | ستُعلن لاحقًا |

| الحلقات | تاريخ البث    | تقييمات "نيلسن كوريا" | تقييمات "نيلسن كوريا" |
| الحلقات | تاريخ البث    | على الصعيد الوطني     | سيئول                 |
| ------- | ------------- | --------------------- | --------------------- |
| 1       | 31 مايو 2023  | 0.701%                | _                     |
| 2       | 1 يونيو 2023  | 0.927%                | 1.104%                |
| 3       | 7 يونيو 2023  | 0.821%                | N/A                   |
| 4       | 8 يونيو 2023  | 1.171%                | 1.616%                |
| 5       | 14 يونيو 2023 | 1.356%                | 1.599%                |
| 6       | 15 يونيو 2023 | 2.011%                | 2.647%                |
| 7       | 21 يونيو 2023 | 1.701%                | 1.973%                |
| 8       | 22 يونيو 2023 | 1.710%                | 1.850%                |
| 9       | 28 يونيو 2023 | 1.979%                | 2.333%                |
| 10      | 29 يونيو 2023 | 2.254%                | 2.734%                |
| 11      | 5 يوليو 2023  | 1.944%                | 2.437%                |
| 12      | 6 يوليو 2023  | 2.284%                | 2.622%                |
| 13      | 12 يوليو 2023 | 1.989%                | 2.218%                |
| 14      | 13 يوليو 2023 | 2.770%                | 3.304%                |
| 15      | 19 يوليو 2023 | 2.064%                | 2.512%                |
| 16      | 20 يوليو 2023 | 2.622%                | 3.342%                |
| متوسط   | متوسط         | 3.342%                | __                    |

## الإنتاج
المسلسل من تخطيط اي ان ا وكي تي إستوديو (قسم تخطيط وانتاج المحتوى التابع لشركة كي تي)، وانتاج بالاستعانة بشركة إتش بي إنترتيمنت. المسلسل من اخراج كيم يون-تشيول، من أعماله مسلسل اسمي كيم سام سون (2005)، امرأة ذات كرامة وأخرها أن تصبح الساحرة (2022).

## روابط خارجية
- الموقع الرسمي
 (بالكورية)
- معركة السعادة على موقع IMDb (الإنجليزية)
- معركة السعادة على موقع قاعدة بيانات الفيلم (الإنجليزية)
- معركة السعادة على هانسينما